# Gullkrona fjärd
Gullkrona fjärd (finska: Gullkronanselkä) är en fjärd sydost om Nagu huvudöar i Skärgårdshavet, i Pargas stad i västra Åboland, nära ön Gullkrona. Gullkrona fjärd bildar gräns mot Kimitoön och östra Åboland och uppfattas ofta som en symbol för hela södra Skärgårdshavet. 